# エムシー・ファーティコム
エムシー・ファーティコム株式会社は、東京都千代田区に本社を置く肥料メーカーである。肥料開発、技術普及、化成品販売、および輸出・原料販売を主な事業内容とする。社名はMitsubishi Corporation（三菱商事）、Fertilizer（肥料）、Communication（コミュニケーション）からなる造語である。

## 主な事業所
- 支店 - 東京（東京都千代田区）、大阪（大阪市淀川区）、名古屋（名古屋市中区）、宇部（宇部市）、福岡（福岡市博多区）、札幌（札幌市中央区）
- 製造拠点 - いわき工場（いわき市）、小名浜工場（いわき市）、小名浜製造所（いわき市）、神島工場（笠岡市）、宇部工場（宇部市）、ときわ化研結城工場（結城市）
- 開発拠点 - つくば開発センター（つくば市）、常盤分室（宇部市）

## 参加団体
- 日本肥料アンモニア協会
- 硫酸協会